# Guld (färg)

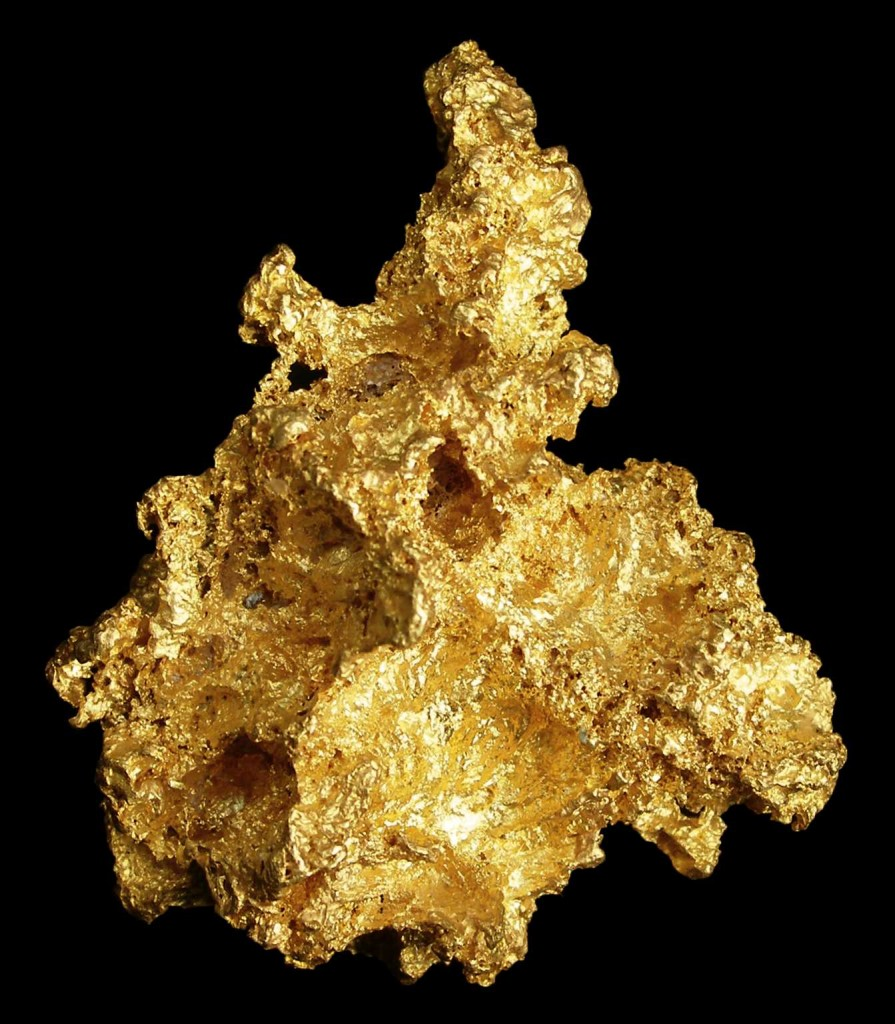

Färgerna för guld legerat med olika halter av koppar och silver.

På denna roterande dodekaeder är den stationära belysningen tänkt att komma från betraktarens håll.

Guld eller gyllene är grundämnet gulds färg men även gulorange färg som skall likna grundämnets färg. Ett guldföremål eller ett föremål med förgylld yta har en speciell metallisk glans som gör att perceptionen av dess färg påverkas mycket av betraktningsvinkeln i kombination med belysningens riktning. Utöver detta så antar även metallen guld olika färgtoner eftersom den är så mjuk att den sällan används i ren form. Ökad hårdhet uppnås genom legering med olika tillsatsämnen. Alltefter tillsatsämnenas art och mängd antar slutprodukten många olika nyanser, från nästan som koppar (rött guld) till nästan som silver (vitt guld). Detta sammantaget gör att guldfärgad kan uppfattas på många olika sätt.
Det finns en HTML-färg med namnet "Gold", men även andra HTML-färger liknar guld. 
Inom heraldiken är guld en tinktur som återges med gul färg, eller i svartvita framställningar med ett prickmönster. Heraldiskt sett är guld, liksom silver, en "metall" och inte en "färg".

## HTML-nyanserav guld
| HTML-namn              | Koordinater | Koordinater    | Koordinater      | Källa | Namnet refererar till: |  |
| HTML-namn              | Hex         | RGB (Dec 0…255 | CMYK (Dec 0…100) | Källa | Namnet refererar till: |  |
| ---------------------- | ----------- | -------------- | ---------------- | ----- | --- |  |
| Light Goldenrod Yellow | #FAFAD2     | 250, 250, 210  | —                | [2]   | Goldenrod är det engelska namnet på gullrissläktet (Solidago) vars arter har blommor i många gulaktiga nyanser.                         |  |
| Pale Goldenrod         | #EEE8AA     | 238, 232, 170  | —                | [2]   | Goldenrod är det engelska namnet på gullrissläktet (Solidago) vars arter har blommor i många gulaktiga nyanser.                         |  |
| Goldenrod              | #DAA520     | 218, 165, 32   | 0, 24, 85, 15    | [2]   | Goldenrod är det engelska namnet på gullrissläktet (Solidago) vars arter har blommor i många gulaktiga nyanser.                         |  |
| Dark Goldenrod         | #b8860B     | 184, 134, 11   | —                | [2]   | Goldenrod är det engelska namnet på gullrissläktet (Solidago) vars arter har blommor i många gulaktiga nyanser.                         |  |
| Pale Gold              | #E6BE8A     | 230, 190, 138  | —                |       | Namn på färgkrita från Crayola som introducerades 1903. Nyansen motsvarar närmast rosa guld                                             |  |
| UCLA Gold              | #FFE800     | 255, 232, 0    | 0, 5, 100, 0     |       | University of California, Los Angeless (UCLA) officiella färgnyans.                                                                     |  |
| Golden Yellow          | #FFDF00     | 255, 223, 0    | 0, 12, 100, 0    | [3]   | |  |
| USC Gold               | #FFCC00     | 255, 204, 0    | 0, 27, 100, 0    | [4]   | University of Southern Californias (USC) officiella färgnyans sedan 1895. Pantone Matching System PMS 123C                              |  |
| Sunglow                | #FFCC33     | 355, 204, 51   | —                |       | Namn på färgkrita från Crayola introducerad 1990                                                                                        |  |
| Golden Poppy           | #FCC200     | 252, 194, 0    | 0, 3, 100, 0     | [5]   | Golden Poppy är det engelska namnet för vallmoarten sömntuta (Eschscholzia californica), tillika Kaliforniens delstatsblomma.           |  |
| MU Gold                | #F1B82D     | 241, 184, 45   | 0, 25, 90, 5     | [6]   | University of Missouris (MU) officiella färgnyans. Pantone Matching System PMS 12123C metallic (i första hand), PMS 871C (i andra hand) |  |
| UC Berkeley Gold       | #F2A900     | 253, 181, 21   | 0, 32, 100, 0    | [7]   | University of California, Berkeleys officiella färgnyans. Pantone Matching System PMS 139                                               |  |
| Harvest Gold           | #DA9100     | 218, 45, 0     | 0, 33, 100, 15   | [8]   | Namn på färgkrita från Crayola introducerad 1923.                                                                                       |  |
| Metallic Gold          | #D4AF37     | 212, 175, 55   | 18, 26, 94, 1    | [9]   | |  |
| Old Gold               | #CFB63B     | 207, 181, 59   | 0, 13, 71, 19    | [10]  | |  |
| Vegas Gold             | #C5B358     | 197, 179, 88   | —                | [11]  | Staden Las Vegas i Nevada, känd för sina kasinon, där gulds värde både kan vinnas och förloras.                                         |  |
| Satin Sheen Gold       | #CBA135     | 203, 161, 53   | 0, 21, 74, 20    | [12]  | Ungefär guldglänsande satin. Satin är ett tyg som har en glansig yta och sheen betyder just glans.                                      |  |
| Cal Poly Pomona Gold   | #C6930A     | 198, 147, 10   | 0, 275, 100, 8,5 | [13]  | California State Polytechnic University, Pomonas officiella färgnyans                                                                   |  |
| Golden Brown           | #996515     | 153, 101, 21   | —                | [9]   | Color sample #74 |  |